# Raharizonina nigrina
Raharizonina nigrina là một loài bọ cánh cứng trong họ Cerambycidae.